# Cailín (Vorname)
Cailín (irisch für Mädchen) bzw. Cailin ist ein weiblicher Vorname irischen Ursprungs. Die anglisierte Form ist Colleen.

## Namensträgerinnen
- Cailin Russo (* 1993), US-amerikanische Musikerin und Model
- Cailín Toibín (* 1994), irische Schönheitskönigin